# Walter Natynczyk
General Walter Natynczyk (W.J. , CMM, MSC, CD) Fue el jefe de Estado Mayor de las Fuerzas Armadas Canadienses.

## Carrera militar
Walter Natynczyk se unió a las Fuerzas Armadas Canadienses en 1975 después de pasar 5 años como cadete del aire. Se ha desempeñado en varios puestos de mando del regimiento en todos los niveles del líder de tropa de tanque hasta oficial al mando de los Dragones Reales Canadienses. 
La experiencia operativa general Natynczyk consta de 4 años en el servicio de la OTAN en Alemania, seis meses de las Naciones Unidas en funciones para los derechos de mantenimiento de la paz de Chipre (1984), una misión de un año de duración con las Naciones Unidas en la ex Yugoslavia en el Sector Sur-Oeste y jefe de operaciones en Bosnia y Herzegovina (1994) con las fuerzas británicas, y luego como Jefe de Operaciones Terrestres, la UNPROFOR con sede en Zagreb, Croacia. Él ordenó a los Dragones Reales canadienses en operaciones nacionales durante las inundaciones de Winnipeg de 1997, así como en la región de Ottawa durante la Tormenta de Hielo de 1998, y se desempeñó como comandante canadiense del contingente en Bosnia-Herzegovina en 1998. 
Se convirtió en el tercer canadiense para servir como vicecomandante general del Cuerpo III y en Fort Hood, Texas y desplegado con el III Cuerpo a Bagdad, Irak, en 2004 primero en calidad de director adjunto de Estrategia, Políticas y Planes y posteriormente como comandante general adjunto del Cuerpo Multinacional. A su regreso a Canadá, asumió el mando de la Doctrina de la Fuerza Tierra y el Sistema de Formación. Posteriormente fue nombrado Jefe de la Transformación, donde fue responsable de la implementación de la reestructuración de las fuerzas y los procesos políticas que se permiten. 
Ha realizado diversos nombramientos del personal, incluyendo el de comandante de escuadrón en el Royal Military College (Kingston, Ontario.), Por el personal de la sede del Ejército (St. Hubert, Quebec), y en Ottawa como Director Asistente de la Sede de la Secretaría de la Defensa Nacional, J3 Planes y Operaciones durante el período del despliegue de CF a Kosovo, Bosnia, Timor Oriental y Etiopía-Eritrea, y más recientemente como vicejefe del Estado Mayor de Defensa. El General Natynczyk fue ascendido a su actual rango, el 2 de julio de 2008, cuando asumió sus funciones como Jefe del Estado Mayor de la Defensa. 
Al asumir el cargo de jefe de todas las fuerzas armadas canadienses Natynczyk asumió el control de todas sus tropas en la guerra de Afganistán.

## Educación profesional
General Natynczyk es Licenciado en Administración de Empresas de Caminos Reales Military College y Colegio militaire real y es un graduado de la Canadian Forces College de Comando y Estado Mayor, el Reino Unido todos los cursos de Armas Tácticas y del Colegio de Guerra del Ejército de EE. UU.. 